# 機動戦士ガンダムSEED DESTINY 連合vs.Z.A.F.T.II
『機動戦士ガンダムSEED DESTINY 連合vs.Z.A.F.T.II』（きどうせんしガンダムシード デスティニー れんごうバーサスザフト ツー）は、カプコンが開発しバンプレストが発売した対戦型アクションゲーム『機動戦士ガンダム vs.シリーズ』のアーケード版第6作（公式にはチームバトルアクションというジャンルが用いられている）。『機動戦士ガンダムSEED 連合vs.Z.A.F.T.』の続編であり、システムはほぼそのまま継承されている。
2006年2月のカプコンのアーケードゲームのプライベートショーで製作発表され、3月に京橋シャトーEXを皮切りに、順次東京や千葉などでロケテストが行われた。2006年6月29日稼動開始。また、2006年12月7日にはPlayStation 2用ソフトとして追加要素を盛り込んだ『機動戦士ガンダムSEED DESTINY 連合vs.Z.A.F.T. II PLUS』（きどうせんしガンダムシード デスティニー れんごうバーサスザフト ツー プラス）が発売された。

## システム
ほとんどのシステムは前作とほとんど同一である。
ここでは変更点のみ記述するため、詳しくは機動戦士ガンダムSEED 連合vs.Z.A.F.T.#システムを参照のこと。

### 覚醒
今回、覚醒ゲージが半分を超えれば覚醒が可能になった。ただし、発動時間はゲージ残量に比例する。
また、『機動戦士Ζガンダム エゥーゴvs.ティターンズDX（以下，ZDX）』のように、覚醒がラッシュ、パワー、スピードの三つに分かれた。敵の場合は覚醒エフェクトの形で判別可能。ブリーフィング時に選択する。
ラッシュ射撃武器の連射、通常ではできない格闘コンボが可能になる。被ダメージが25％減少する。前作の覚醒に類似。全身が光に包まれるエフェクトになる。
パワー攻撃力が1.75倍になり、攻撃を喰らってもよろけなくなるがダウン値が溜まると通常と同様ダウンする。デメリットとして機動力が低下する。ZDXにおける強襲に類似。機体の中心から閃光が出るエフェクトになる。
スピード機動性が上昇する。またイージスのサブ射撃等MA形態での行動を除き、全ての動作をステップかジャンプでキャンセル可能。ブーストゲージが0でも地上ステップが可能。ZDXにおける機動に類似。光の粒子を撒き散らすエフェクトになる。

### 変形
MSからMAへの変形が、前作はブーストダッシュを行うと自動的に変形していたものが、本作では変形とブーストダッシュがそれぞれ別の操作になり、任意で変形出来るようになった。ジャンプボタンを押しながらレバー2回入力で変形を行う。これにより空中にて素早くジャンプボタンを2回押す通常のブーストダッシュと使い分けができるようになった。

### コスト
今作でコストの実数値が機体選択画面で表示されるようになった。
新たにコスト590が追加。また、コスト210が200に変更。セイバーガンダムなど前作登場機体の一部はコストが引き下げられている。

### CPU戦
全キャラクター固定で、敵の出現パターンのみ各陣営で違うA、B、C（HARD）、D（SEED DESTINY）、E（2006年9月11日から）F（2006年10月23日から）の6つのルートが用意されている。また、前作では最終ランクでEXステージへ進めるかどうかが決まったが、本作ではステージクリア時の得点が高い場合（ランクがDESTINYになった場合）、Fルート以外、次のステージがEXステージに変更されステージ難易度が上がる。なおEXステージへ進めた回数はFAITHのマークで表される。
今回もFルート以外、最終ステージクリア時、FAITHのマークを5個以上取っている（8ステージ目で、4つ目のFAITHマークを取った状態で最終ステージをクリアする）と「FINAL PLUS」という特別なステージに進むことができる（前作のEXステージと同じ「祭り」的要素を含む）。

### 僚機
僚機への指示に、自機から一定距離を離れないように動く護衛が追加された。

### マルチロックオン
ストライクフリーダム、レジェンド、ストライクノワールの3機はチャージ中に、サーチ切替で2体以上の敵機を同時ロックオンすることが可能となった。

## モビルスーツ・パイロット
括弧内は各機のコスト。

### 地球連合軍
- ZGMF-X24S カオスガンダム（450）
- ZGMF-X31S アビスガンダム（450）
- ZGMF-X88S ガイアガンダム（450）
- GAT-04 ウィンダム（ネオ機）（420）
- GAT-04 ウィンダム（ジェットストライカー）（280）
- GAT-04 ウィンダム（ミサイル）（280）
- GAT-02L2 ダガーL（ジェットストライカー）（270）
- GAT-02L2 ダガーL（キャノン砲）（270）
- GAT-02L2 ダークダガーL（270）
- GAT-X105E+AQME-X09S ストライクノワール（450）
- GAT-X131 カラミティガンダム（450）
- GAT-X370 レイダーガンダム（450）
- GAT-X252 フォビドゥンガンダム（450）
- GAT-01 ストライクダガー（270）
- GFAS-X1 デストロイガンダム（CPU限定）

### Z.A.F.T.
- ZGMF-X42S デスティニーガンダム（590）
- ZGMF-X666S レジェンドガンダム（590）
- ZGMF-X56S/α フォースインパルスガンダム（450）
- ZGMF-X56S/β ソードインパルスガンダム（450）
- ZGMF-X56S/γ ブラストインパルスガンダム（450）
- ZGMF-X23S セイバーガンダム（450）
- ZGMF-2000 グフイグナイテッド（ハイネ機）（450）
- ZGMF-1001/K スラッシュザクファントム（450）
- ZGMF-1001/M ブレイズザクファントム（450）
- ZGMF-1000/A1 ガナーザクウォーリア（ルナマリア機）（450）
- ZGMF-2000 グフイグナイテッド（420）
- ZGMF-1000/A1 ガナーザクウォーリア（420）
- ZGMF-1000 ザクウォーリア（420）
- ZGMF-1017M2 ジンハイマニューバ2型（280）
- TMF/A-802 バクゥ（ミサイルポッド）（280）
- TMF/A-802 バクゥ（レールキャノン）（280）
- AMA-953 バビ（270）
- AMF-101 ディン（270）
- ZGMF-601R ゲイツR（270）
- ZGMF-LRR704B 長距離強行偵察複座型ジン（270）
- UMF/SSO-3 アッシュ（270）
- TMF/S-3 ジンオーカー（200）
- TFA-4DE ガズウート（200）
- ZGMF-X13A プロヴィデンスガンダム（560）
- GAT-X303 イージスガンダム（450）
- GAT-X207 ブリッツガンダム（450）
- GAT-X102 デュエルガンダム アサルトシュラウド（450）
- GAT-X103 バスターガンダム（450）
- GAT-X102 デュエルガンダム（420）
- TMF/A-803 ラゴゥ（420）
- UMF-5 ゾノ（280）
- ZGMF-600 指揮官用ゲイツ（420）
- ZGMF-600 ゲイツ（280）
- AMF-101 指揮官用ディン（280）
- TFA-2 ザウート（200）
- ZGMF-1017 ジン（マシンガン装備）（270）
- ZGMF-1017 ジン（バズーカ装備）（270）
- ZGMF-1017 ジン（特火重粒子砲装備）（270）
- ZGMF-1017 ジン（大型ミサイル装備）（280）
- UWMF/S-1 ジンワスプ（200）
- YMF-01B プロトジン（200）
- ZGMF-1000 ザクウォーリア（ライブ仕様）（200）

### オーブ
- ZGMF-X20A ストライクフリーダムガンダム（590）
- ZGMF-X19A インフィニットジャスティスガンダム（590）
- ZGMF-X10A フリーダムガンダム（560）
- ORB-01 アカツキ（オオワシ装備）（560）
- ORB-01 アカツキ（シラヌイ装備）（560）
- MBF-02 ストライクルージュ（450）
- ZGMF-XX09T ドムトルーパー（450）
- MVF-M11C ムラサメ（バルトフェルド機）（420）
- MVF-M11C ムラサメ（280）
- ZGMF-X09A ジャスティスガンダム（560）
- GAT-X105+AQM/E-X03 ランチャーストライクガンダム（450）
- GAT-X105+AQM/E-X02 ソードストライクガンダム（450）
- GAT-X105+AQM/E-X01 エールストライクガンダム（450）
- GAT-X105 ストライクガンダム（ビームライフル装備）（420）
- GAT-X105 ストライクガンダム（バズーカ装備）（420）
- MBF-M1 M1アストレイ（270）
- ZGMF-X20A ストライクフリーダム（ミーティア装備）（CPU専用）
- ZGMF-X19A インフィニットジャスティス（ミーティア装備）（CPU専用）
- ZGMF-X10Aフリーダム（ミーティア装備）（CPU専用）
- ZGMF-X09A ジャスティス（ミーティア装備）（CPU専用）

### パイロット
- シン・アスカ（声 - 鈴村健一）
- アスラン・ザラ（声 - 石田彰）
- ルナマリア・ホーク（声 - 坂本真綾）
- レイ・ザ・バレル（声 - 関俊彦）
- イザーク・ジュール（声 - 関智一）
- ディアッカ・エルスマン（声 - 笹沼尭羅）
- ハイネ・ヴェステンフルス（声 - 西川貴教）
- サトー（声 - 山口太郎）
- ラウ・ル・クルーゼ（声 - 関俊彦）
- ニコル・アマルフィ（声 - 朴璐美）
- ミゲル・アイマン（声 - 西川貴教）
- マルコ・モラシム（声 - 竹村拓）
- ザフト一般兵
- ザフト赤服
- スティング・オークレー（声 - 諏訪部順一）
- アウル・ニーダ（声 - 森田成一）
- ステラ・ルーシェ（声 - 桑島法子）
- ネオ・ロアノーク（声 - 子安武人）
- オルガ・サブナック（声 - 小田井涼平）
- クロト・ブエル（声 - 結城比呂）
- シャニ・アンドラス（声 - Shunn）
- 地球連合軍一般兵
- キラ・ヤマト（声 - 保志総一朗）
- カガリ・ユラ・アスハ（声 - 進藤尚美）
- ラクス・クライン（声 - 田中理恵）
- ムウ・ラ・フラガ（声 - 子安武人）
- アンドリュー・バルトフェルド（声 - 置鮎龍太郎）
- ヒルダ・ハーケン（声 - 根谷美智子）
- マーズ・シメオン（声 - 諏訪部順一）
- ヘルベルト・フォン・ラインハルト（声 - 楠大典）
- ババ（声 - 花田光）
- サイ・アーガイル（声 - 白鳥哲）
- トール・ケーニヒ（声 - 井上隆之）
- アサギ・コードウェル（声 - 松本さち）
- マユラ・ラバッツ（声 - 倉田雅世）
- ジュリ・ウー・ニェン（声 - 佐藤ゆうこ）
- オーブ軍一般兵

### オペレーター
- タリア・グラディス（声 - 小山茉美）
- メイリン・ホーク（声 - 折笠富美子）
- ネオ・ロアノーク（声 - 子安武人）
- イアン・リー（声 - 西前忠久）
- マリュー・ラミアス（声 - 三石琴乃）
- ミリアリア・ハウ（声 - 豊口めぐみ）
- ユウナ・ロマ・セイラン（声 - 野島健児）
- トダカ（声 - 一条和矢）
- ラクス・クライン（声 - 田中理恵）
- ミーア・キャンベル（声 - 田中理恵）

### 家庭用版の追加要素
- MS
  - ZGMF-1001/M ブレイズザクファントム（ハイネ機）（450）
  - ZGMF-2000 グフイグナイテッド（イザーク機）（450）
  - ZGMF-1001/M ブレイズザクファントム（ディアッカ機）（450）
  - YMAF-X6BD ザムザザー（560）
  - YMAG-X7F ゲルズゲー（560）
  - GSX-401FW スターゲイザー（450）
  - ZGMF-X88S ガイアガンダム（バルトフェルド機）（450）
  - UMF/SSO-3 アッシュ（量産型）（270）

アーケード版では登場しなかったメビウス・ゼロも復活。
- パイロット・オペレーター
  - スウェン・カル・バヤン（声 - 小野大輔）
  - ソル・リューネ・ランジュ＆セレーネ・マクグリフ（2人で1キャラ扱い）（声 - 福山潤、大原さやか）
  - ギルバート・デュランダル（声 - 池田秀一）
- ルート
  - G・H・Iルート
    - Gルートは家庭用版の追加機体・追加ステージを含めた難易度やや高めのルート。Hルートは家庭用版の追加機体・追加ステージを含めた機体がランダム（ステージにより法則性は異なる）で登場するルート。Iルートは「FINAL PLUS」ステージ6面と難易度の高いこのルートオリジナルのステージ3面の最高難度ルート。

- 対戦のみ使用可能な機体
  - GFAS-X1 デストロイガンダム（700）
  - ZGMF-X20A ストライクフリーダム（ミーティア装備）（700）
  - ZGMF-X19A インフィニットジャスティス（ミーティア装備）（700）
  - ZGMF-X10A フリーダム（ミーティア装備）（700）
  - ZGMF-X09A ジャスティス（ミーティア装備）（700）
  - FX-550+AQM/E-X01 エールスカイグラスパー（200）
  - FX-550+AQM/E-X02 ソードスカイグラスパー（200）
  - FX-550+AQM/E-X03 ランチャースカイグラスパー（200）
  - TS-MA2mod.00 メビウス・ゼロ（200）
- その他
  - シン・アスカとなり、登場キャラ（前作のキャラクター含む）との人間模様を描きながら戦う「P.L.U.S.モード」（機動戦士ガンダム ガンダムvs.Ζガンダムの「宇宙世紀モード」と、機動戦士ガンダム 連邦vs.ジオンの「ミッションモード」を合わせた形）と、特殊な条件で戦う「チャレンジモード」の追加。
    - P.L.U.S.モードでは機動戦士ガンダム vs.シリーズとして初めて信頼度の要素が追加された。味方として共に出撃すると信頼度が上がり、敵として登場したものを撃破すると信頼度が下がる。信頼度の度合いによってゲームの難易度に影響を及ぼし、例えば信頼度が高いと戦闘中自軍が不利になると援軍として登場したり、敵として登場した場合反逆を起こして敵から味方へ寝返る。逆に信頼度が低いと指示を無視したり、味方として登場した際反逆により味方から敵へ寝返ってしまう。

  - 対戦ステージが4つ（オーブ市街地・オノゴロ島海岸エリア・ロドニア・月面）増えた。
  - セレクトボタンによるロック解除の追加と、AC版では乱入対戦時の待ち時間にしかできなかった味方機へのロックがいつでもできるようになった。
  - サウンドトラック4作目の楽曲など、一部BGMが追加された代わりに、AC版にあった一部BGMが削除された。（例：「焔の扉」が追加され、「深海の孤独」が削除）それに伴いアーケードモードのDルートの演出も一部変更・追加がされた。
  - 一部機体の微調整（公式的には「アーケード版からの変更はなし」だが、一部機体の武装の「ダウン値」（一定値以上で機体が強制的にダウンになるシステム）が変更になっていたり、AC版では強すぎた攻撃が一部弱体化されている）
  - AC版にはあったキャラクターと機体の使用率ランキングが削除された。また、スコアランキングもオープニングデモからは見られなくなった。

### 隠し要素の解禁
- 2006年8月21日に下記の隠し要素が解禁された。PASSは「DANRM75Y」。
  - ストライクノワールの使用
  - 本作稼動時に登場しなかった前作登場機体・パイロットキャラクターの利用（ただしムウ・ラ・フラガとアンドリュー・バルトフェルド、アイシャは登場しない）
- 9月11日に、EルートとCPU専用「ザクウォーリア（ライブ仕様）」が解禁。PASSは「YFDANRMK」。
- 10月2日に、ザクウォーリア（ライブ仕様）の使用が解禁。それに伴い専用オペレーターのミーア・キャンベルが追加。PASSは「JHAD4JK3」。
- 10月23日に、Fルートが解禁。PASSは「8AXMYKAF」。
  - 自機以外の機体がランダムで選ばれる。
  - その際、ランダムでアカツキ（シラヌイ装備）、ムラサメ（バルトフェルド機)が登場。
  - 自機としては選べない。
- 11月13日にアカツキ（シラヌイ装備）、ムラサメ（バルトフェルド機）、ムウ・ラ・フラガとアンドリュー・バルトフェルドが解禁。PASSは「F6GF2RYT」。アイシャは最後まで敵専用のままであり、これによってすべての隠し要素が解禁となった。この際、タイトルバックの機体がデスティニーからストライクフリーダムに代わった（PLUSではデスティニー、ストライクフリーダムと、タイトルバックが交互に切り替わる）。

各種隠し要素の解禁には筐体の設定画面に入り、パスワードを入力する必要がある。